# Кодекс Гермогениана
Кодекс Гермогениана (лат. Codex Hermogenianus) — кодификация императорских конституций Диоклетиана и его преемников, предпринятая около 325 года римским юристом по имени Гермогениан (или Гермоген). Сочинение родственно с «Sententiae» Павла и изложено в порядке преторского эдикта и позднейших Дигест Юстиниана, в которые и вошло из него некоторое количество отрывков. Использовано также в Collatio legum Mosaicarum et Romanarum.
Сведений о жизни Гермогена не сохранилось; известно только, что он автор «Juris epitome», самостоятельной переработки извлечений из предшествующих ему юристов, изложенных в коротких положениях без указания литературы.